# Luchthaven Hammerfest
Luchthaven Hammerfest (IATA: HFT, ICAO: ENHF) (Noors: Hammerfest Lufthavn) is de luchthaven van Hammerfest in de provincie Finnmark, Noorwegen. De luchthaven werd geopend op 30 juli 1974 en is met het bedienen van 148.541 passagiers in 2007 de derde regionale luchthaven van Noorwegen. Eigenaar is Avinor. Hammerfest wordt bediend door Widerøe. Deze vliegt met Dash-8 naar andere regionale vliegvelden. Het bedrijf Norsk Helikopter vliegt naar buitenlandse bestemmingen.
In 2007 verwerkte de luchthaven 148.541 passagiers. Het aantal passagiers dat de luchthaven verwerkte steeg met 8.6% in april 2007 (binnenlandse vluchten stegen met 10.1%, internationale vluchten met 5.9%) en in dezelfde maand was er een stijging van vluchten met 5.6% (binnenlands: 6.7%, internationaal: 4.6%). In 2017 verwerkte de luchthaven 163.000 passagiers, waarvan er 27.000 actief zijn in de offshore industrie. Verwacht wordt dat, onder andere door een toename in activiteit de olie- en gasindustrie in de Bartenz Zee, het aantal passagiers zal groeien naar 200.000 in 2040.

## Ongelukken
- Op 1 mei 2005, werd vlucht Widerøe LN-WIK tijdens de landing als gevolg van windschering tegen de baan gedrukt, waarbij het rechterlandingsgestel afbrak. Er vielen slechts enkele gewonden, maar het toestel was total loss.